# 11485 Zinzendorf
11485 Zinzendorf è un asteroide della fascia principale. Scoperto nel 1988, presenta un'orbita caratterizzata da un semiasse maggiore pari a 3,1699700 UA e da un'eccentricità di 0,1538171, inclinata di 1,68496° rispetto all'eclittica.